# Cardanus variolosus
Cardanus variolosus es una especie de coleóptero de la familia Lucanidae.

## Distribución geográfica
Habita en Bengala y Tailandia.